# 路易十五
路易十五（法語：Louis XV；1710年2月15日—1774年5月10日），被称作「被喜爱者」（le Bien-Aimé），作为法国国王在1715年－1774年期间执政。他神奇地延续着整个濒死的家庭，他执政的早期受到法国人民的拥戴。但是，他无力改革法国君主制和欧洲的绥靖主义，使他大失民心，导致他成为了法国最不得人心的国王之一。
路易十五為太阳王路易十四之曾孙，其父亲為路易十四之长孙法兰西的路易。1712年，麻疹夺去了他父母和哥哥的性命，路易十五也遭感染，幸好女家庭教师文塔杜瓦公爵夫人（Madame de Ventadour）挽救了他的生命。路易十五很敬仰他的曾祖父路易十四，称他为“我亲爱的国王爸爸”。太阳王過世前召见了他，且给予其最后的忠告，即少战事，要做一个关心人民疾苦的温和国王，这令他非常感动。
和他的曾祖父一样，路易十五5岁便登基，当时的摄政王為堂叔公奥尔良公爵菲利普二世。1725年9月5日，路易十五（時年15岁）与前波兰公主玛丽·莱什琴斯卡（22岁）结婚，他们共育有八女二子。从1726年到1743年，是他执政期间最繁荣太平的时期。1734年，他有了第一个情妇，之后还有龐巴度夫人、杜巴利伯爵夫人等。
路易十五执政后期，生活靡烂，路易十四时期遗留的经济问题也没有得到良好解决。虽然幼年时期大难不死逃过一劫，但他最终还是没能逃过疾病的折磨，于1774年死于天花。
路易十五是法国历史上最具矛盾性格的国王。尽管受到史学家很多的诬蔑，现代研究表示，他实际上对统治欧洲最大王国的任务是非常聪明和具有热忱的。可惜他的优柔寡断，加上他了解他所面对问题的复杂性和他的内心的胆怯，都掩藏在一张专横国王的面具之后，导致在他统治期间造成了不良的结果。用许多方面来看，路易十五预见到19世纪中产阶级和浪漫主义的统治：虽然他以曾祖父路易十四为榜样，尽职地充当国王的角色，实际上对于路易十五没有什么能比得上远离盛典和仪式的私人生活。尤其当他还是婴儿的时候就失去了母亲，造成他渴望母性的個性。他设法获取女性的亲密陪伴，这让他备受世人诋毁，即使在他过世后也没有停歇。

## 奇迹男孩

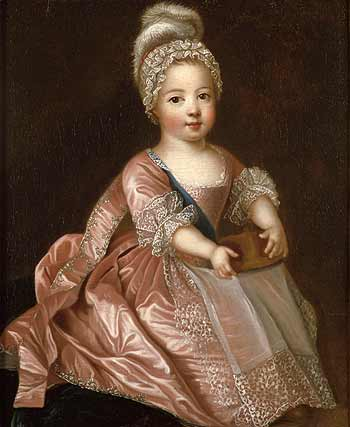
幼年时（1712年）的路易十五，男童着连衣裙是当时欧洲的一种习俗

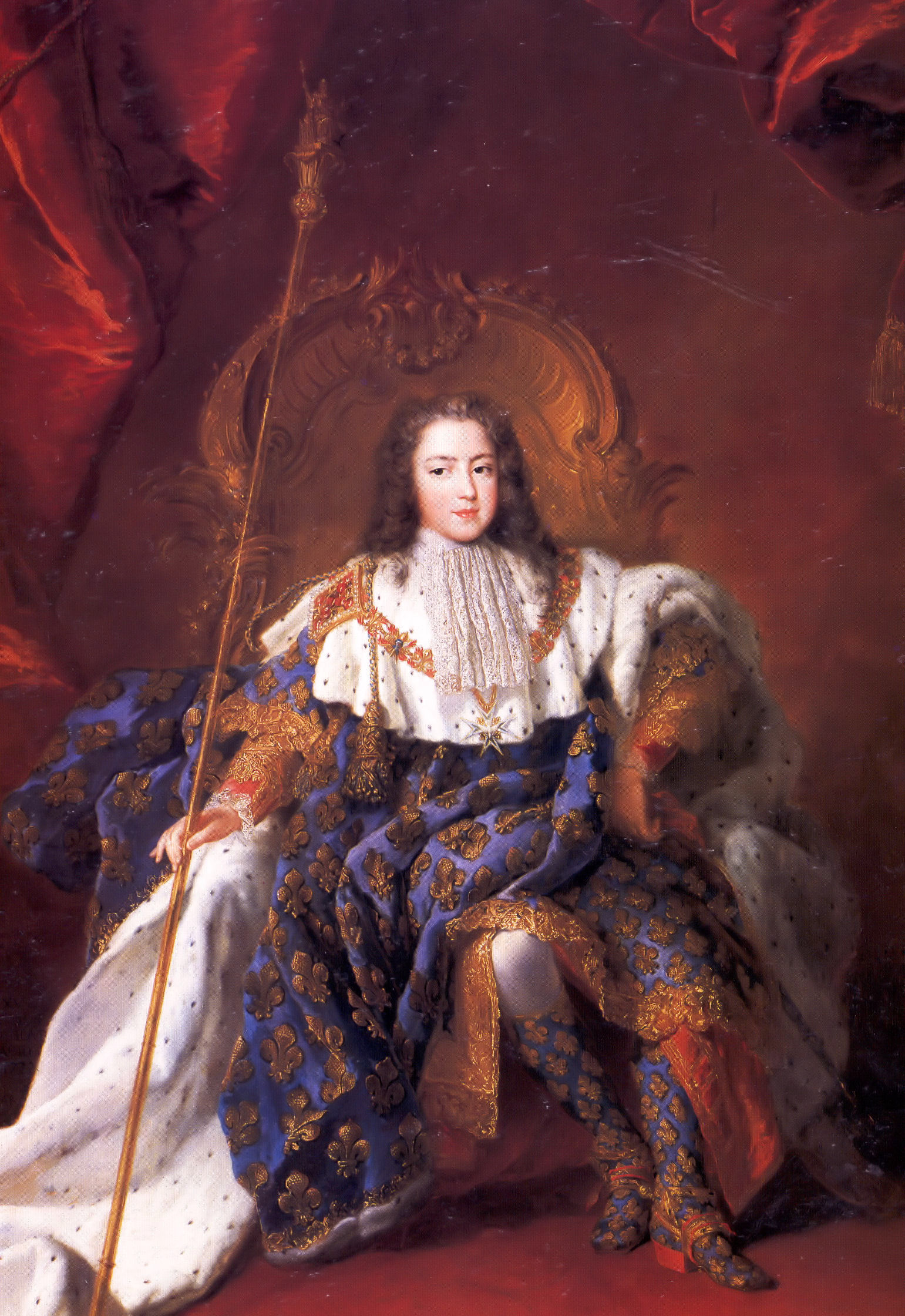
少年的路易十五

1710年2月15日路易十五出生在凡尔赛宫，当时他的曾祖父路易十四仍然在位。他是勃艮地公爵路易和萨伏依公国的玛丽·阿德莱德郡主之子。玛丽·阿德莱德是一位非常活泼和善解人意的女子。这对年轻夫妇相互深爱对方（这在凡尔赛宫廷裡是个异数），使宫廷生气勃勃并成为了凡尔赛的焦点。路易十五有一个比他大三岁的哥哥布列塔尼公爵路易。父亲勃艮地公爵是路易十四独子高大的王太子路易的长子。勃艮地公爵有二个弟弟：安茹公爵菲利普，也就是未来的西班牙国王腓力五世和贝里公爵查理·德·波旁。因此在1710年路易十四有了足够的子嗣：一个儿子，三个孙子，和两个曾孙。
但是戏剧化的事件改变了王室的结构。在1700年安茹公爵菲利普以祖母——路易十四的妻子，西班牙公主玛丽亚·特丽莎的血缘关系继承了西班牙王位，成为西班牙国王腓力五世。在随后的西班牙王位继承战争中菲利普被迫放弃法国王位的继承权。因为英国不愿意看到将来西班牙与其殖民地一同被法国所统治。二叔放弃继承权并不是什么问题，因为曾祖父路易十四仍有足够的子嗣。但在1711年4月祖父高大的王太子突然病逝，父亲勃艮地公爵便成为了王位继承人。一年后，精力充沛和活泼的母亲玛丽·阿德莱德患了天花（或麻疹）并在1712年2月12日去世。同样染病的勃艮地公爵在获知妻子的死讯后，在极度悲痛的情况下也在六天后病殁。在父母亲逝世的一个星期内，两个孩子也被发现染病。布列塔尼公爵被医生一再的对其进行放血治疗，最终在1712年3月8日夭折。路易十五被他的家庭女教师文塔杜瓦公爵夫人（Madame de Ventadour）藏匿起来，她坚决反对医生对这个年幼孩子进行放血治疗，并冒着生命危险亲自照顾他。最后在1714年，连三叔贝里公爵也因打猎时坠马伤重过世了，在此之前，贝里公爵夫妇的子女已全数夭折。
由于路易十四在三年内失去了四名子嗣，王朝的命运现在取决于一个四岁的男孩。如果男孩死了，王位将会传给路易十四的侄子，高大王太子的堂弟奥爾良公爵菲利浦二世。但是极有可能腓力五世会谴责条约凭什么逼迫他放弃了法国王位，并且将必然导致一场主要的欧洲战争和法国内战。这四岁男孩肩上的重任非常明显，并且他的生命在每一分钟都被仔细监护。而且这个男孩现在是一个孤儿，没有存活的兄弟姐妹，没有叔婶（除了从未见面的二叔腓力五世），并且没有三代以内的堂兄弟姐妹（除了那些在马德里的）。这样的家庭背景深刻影響了之後他作為一位国王的性格。

## 奥尔良公爵摄政时期

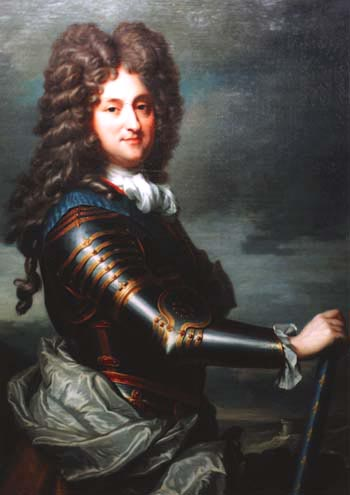
摄政王，奥尔良公爵-腓力二世

1715年8月，路易十四死于坏疽。8月26日，他叫他的五岁的曾孙路易到他的床边，并对他说了以下著名的话：「我的孩子，你将成为一位了不起的国王。不要像我一样热衷于战争与建造宫殿相反的要尽可能与邻国修好、尊奉上帝、倾听他人善意的忠告與设法免除人民的痛苦而这正是我所没能做到的。」
六天以后，这位统治了法国72年的人死了，从此路易十五成为了法国的新国王。由于怀疑他的侄子菲利浦二世，路易十四于是任命他的私生子曼恩公爵担任摄政王。但是在9月2日即国王驾崩的第二天，巴黎高等法院公布摄政权，由于腓力和议会达成协议，授予他们否决王家法令的权利，这些权利是过去被路易十四所收回的。腓力当时41岁，由高等法院正式任命为摄政王，圣西蒙详细记录了法院的“政变”。摄政王做出象征性的决定：调迁政府到巴黎，并且遣散在凡尔赛的法院。摄政王在巴黎的宫殿王宫（Palais Royal）里处理国事。年轻的路易十五被转移到位于巴黎东边7公里的万森讷森林里的中世纪万森讷城堡寄居，因为那里的空气被认为比巴黎的卫生和健康。在以后的摄政期间他被转移到巴黎中心靠近巴黎王室的杜伊勒里宫。
1717年，七岁的国王与他的家庭女教师文塔杜瓦公爵夫人分開，由负责他教育的缅因公爵照顾。安德烈-赫丘勒·德·弗勒里（以後他成为弗勒里红衣主教）负重协助督促年轻的国王。维勒鲁瓦公爵则负责教育。他是一个年老和自负的朝臣，他爱显示他的学生有礼貌而有天分。年轻的国王在没完没了的公开仪式期间，必须学会掩藏他的感觉和天生的胆怯。他在公众面前的一生显露了冷淡的态度和权威的气质，同时也喜欢拥有私有的空间和亲密的圈子—換言之，是一种接近私有中产阶级的生活方式。
他的家庭教师弗勒里与诸多有名的教授，譬如地理学和地图制图家纪尧姆·德利尔（Guillaume Delisle）一起给了他优秀教育。路易十五有一种极端好奇和虚心的个性，他是一个有折衷口味的热心读者。身处启蒙时期，他也喜欢科学和新技术。他推动了在法国大学创建物理部门（1769年）和机械部（1773年）。弗勒里是一个雄心勃勃的人，并且像国王一样神秘而又和蔼可亲，路易深切地敬佩他，他对国王以后的生活产生了巨大影响。
在摄政期间，摄政王腓力向路易十四执政时期被剥夺了权利的第二阶层贵族寻求支持。他建立了所谓的「多元會議制（polysynody）」（1715年9月15日），允许贵族加入政府。他在1717年结束了与大英帝国的三方联盟。该联盟阻止腓力五世和其后代在路易十五死后继承王位。面对在政府事务中贵族统治的经验和安全性不足，摄政王决定恢复在路易十四时期政府的国王统治，并且在1718年恢复了国家秘书。杜布瓦红衣主教得到摄政王的深切信任，于1722年任命为首相。为重新补充法国国库，他进行了一系列的原始的财政实验，約翰·勞爾是其中著名財政大臣和政策推行者。1720年，密西西比公司财政泡沫爆破，最终破灭并导致了许多贵族破产。
1721年，路易十五和他的堂妹腓力五世的女儿瑪麗安娜·維多莉亞公主订婚，十一岁的国王对于他来到巴黎的未婚妻漠不关心，比他小八岁的西班牙公主让他感到十分乏味。1722年6月年轻的国王和法院重新回到了凡尔赛宮，他们将一直驻留在那里直到王朝结束。同年的10月，路易十五正式在兰斯大教堂加冕。
1723年2月15日，他已经十三岁了，巴黎最高法院宣告国王成年，由此结束摄政，但国王让奥尔良公爵继续负责国事。奥尔良公爵在1723年8月红衣主教杜布瓦死后成为首相，但是在同年的12月他也离开人世。在弗勒里的建议下，路易十五任命他的堂兄弟波旁公爵路易·亨利·德·波旁取代已故的奥尔良公爵。

## 波旁公爵内阁
在波旁公爵控制之下，国王对政府的决定不能产生任何影响。政府暗地受到投机商和轮车经销商比如波德洛特·德·普莱内夫和银行家巴黎·迪韦尔等人的影响。
波旁公爵为年轻国王的健康担心，但并不是因为关心国王或王朝的未来，而是出于防止奥尔良支系(摄政王的后人)在国王死后登上王位。波旁公爵把奥尔良支系当作他的敌人。国王当时的健康状况并不乐观，而且多种征兆提醒他要注意自己的健康状况。西班牙公主由于太年轻，以至于不能在近期内生育出继承人。因此与西班牙敌对的波旁公爵把公主送回西班牙后，就着手挑选一位年龄足以生男育女的欧洲公主。最终他選擇了21岁的玛丽·莱什琴斯卡，她是前波兰国王斯坦尼斯瓦夫一世的女儿。这位带着她父亲不幸的可怜前公主，虽然不修边幅，在世人眼中仍然是善良并且相当迷人的。而且她的家族从未与法国王室通婚，所以她将带着新的血液进入法国王室。她父亲相对较低的地位，能确保这段婚姻不会使法国因必须选择另一个王室，而陷入外交窘态。他們在1725年9月举行了婚礼，年轻的国王立刻爱上了比他大七岁的新娘。但是一名强盛国家君主与一名前公主的结合，仍然被欧洲大多数人认为是不合适和不庄重的。
波旁公爵内阁在1726年迫害新教教徒。并且操控货币，增加新税，譬如1725年的五十税和调高粮食的价格，这造成了许多问题及经济萧条。
1726年，国王已经十六岁了，所有人都注意到，自从结婚后，国王得到了健康和权力。他罢免了极度不得人心和正在准备与西班牙和奥地利作战的波旁公爵。取而代之的是，他提拔自己的前家庭教师－红衣主教弗勒里担任首相。

## 红衣主教弗勒里内阁

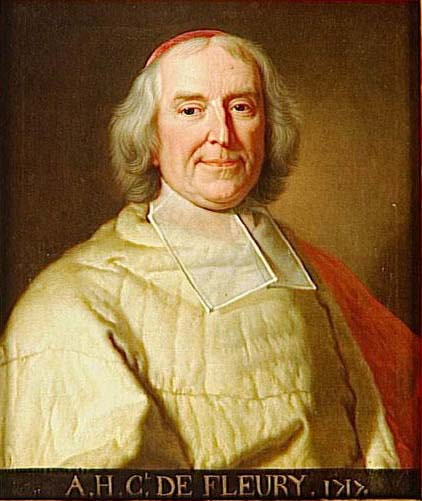
弗勒里红衣主教

红衣主教弗勒里从1726年直到他在1743年死亡在国王的授权下治理了法国。尽管有一些国会议员和詹森教派信徒不怎麼安分，这段期間仍然是路易十五统治下最为和平兴旺的时期。由於路易十四统治末期，在财政和人力上遭受了损失，这使得弗勒里的统治趋向和平和秩序，这被史学家视「恢復」时期。很难區分国王在弗勒里内阁中扮演什麼角色，但可以确定的是，国王一直支持弗勒里反对法院和部长的策略。
在财务部长米歇尔·罗伯特（1726年－1730年）和菲利贝尔·奥利（1730年－1745年）的帮助下，弗勒里稳定了法国货币（1726年），最终设法平衡了财政预算。此時，经济发展是政府的一个主要目标：改进交通和完成圣昆廷运河（连接瓦兹河和索姆河的運河）。1738年以后，公路網又延伸到埃斯考河和荷兰，最重要的是，法國在此時建立起一个国家公路网系统。国家还设立了国立桥梁和道路学校，修造现代化的平直高速公路，從巴黎一直延伸到法国遥远疆界，典型的星型道路样式至今仍然是法国公路網的主要部分。到18世纪的中期，法国有世界上最现代化和最广泛的公路网，其中的大部分高速公路，至今仍在使用。商务委员会和商务局刺激了沿海贸易，在1716年到1748年年间，法国对外沿海贸易额从0.8亿增加到3.08亿里弗。但是，强硬的科尔贝爾法律（预示着“统制经济”），妨礙了工业发展。
专制君主制的力量，体现在镇压詹森教派信徒和高卢主义的反对上。麻烦由巴黎圣梅达墓地开始（一组詹森教派信徒假装奇迹发生在这个坟园）到1732年结束。另一方面，在「流放」139位各省的国会议员后，巴黎的最高法院必须记录教宗诏书《唯一圣子》并且被禁止在将来审理宗教案件。
海外，弗勒里以所有的代价寻求和平，反对战争。他的和平政策以与英国联盟和与西班牙和解为基础。在1729年9月，王后歷經了第三次怀孕後，终于产下了一个男婴路易，他立即成为王位的继承人。一位等候以久的继承人的诞生，填补了自1712年以来王朝继承人的空缺，带给了法国社会各个层面和欧洲王室的极大愉悅。这对王室夫妇当时非常团结和相爱，年轻国王也非常受人民欢迎。一位男性继承人的诞生，同时抒缓了西班牙继承危机和可能的战争风险。
在1733年，尽管弗勒里的政策以和平为主，国王争取到法国外交部长查分林（1727年～1737年）的支持，干预波兰王位继承战争以恢复他的岳父斯坦尼斯瓦夫一世在波兰的王位。法国也希望从洛林公爵弗朗索瓦三世手中得到一直垂涎的洛林公国，当时弗朗索瓦三世被认为将和神圣罗马皇帝查理六世的女儿玛丽娅·特蕾西娅结婚，这造成奥地利的势力紧挨法国边界的危机。心不在焉的法国在东部的干预无法扭转战争的局面，斯坦尼斯瓦夫一世也不能恢复他的王位。但是在西部法国军队迅速地侵占了洛林，并且在1735年初就控制了局面。在维也纳条约（1738年11月），斯坦尼斯瓦斯一世得到了洛林公国以补偿他波兰王位的损失。而这个利益在他死后，透過他女儿的继承权转移到法国。而弗朗索瓦三世成为托斯卡纳大公国的继承人。与路易十四时期相比，这次战争花费很少，同時也是法国外交方面的成功。获得洛林（1766年斯坦尼斯瓦夫一世死后）是法国在法国大革命之前最后一次的领土扩张。
在这个有利结果之后不久，法国斡旋在奥地利帝国和土耳其帝国的战争之间，导致贝尔格莱德条约（1739年9月），战争以对土耳其帝国有利的情况下结束，从16世纪早期，土耳其帝国就是法国的一个反对哈布斯堡皇室的传统盟友。因此在1740年，土耳其帝国更新了確認法国在中东的贸易霸权的投降条约。經歷这些成功以后，路易十五作为欧洲的裁决者的声望达到最高点。
在1740年，神圣罗马皇帝查理六世驾崩和他女儿玛丽娅·特蕾西娅的继位，引发了欧洲的奥地利王位继承战争。年老的弗勒里没有足够的力量反对战争，并且国王在法院给了反奥地利派的强大的压力：他与普鲁士结盟，于1741年参与了战争。战争持续七年。法国转变成路易十四统治时期的战争状态。弗勒里没有看到战争结束就在1743年1月逝世。国王仿效曾祖父路易十四，决定从此不设首相，由此开始了他的专制统治。

## 亲政

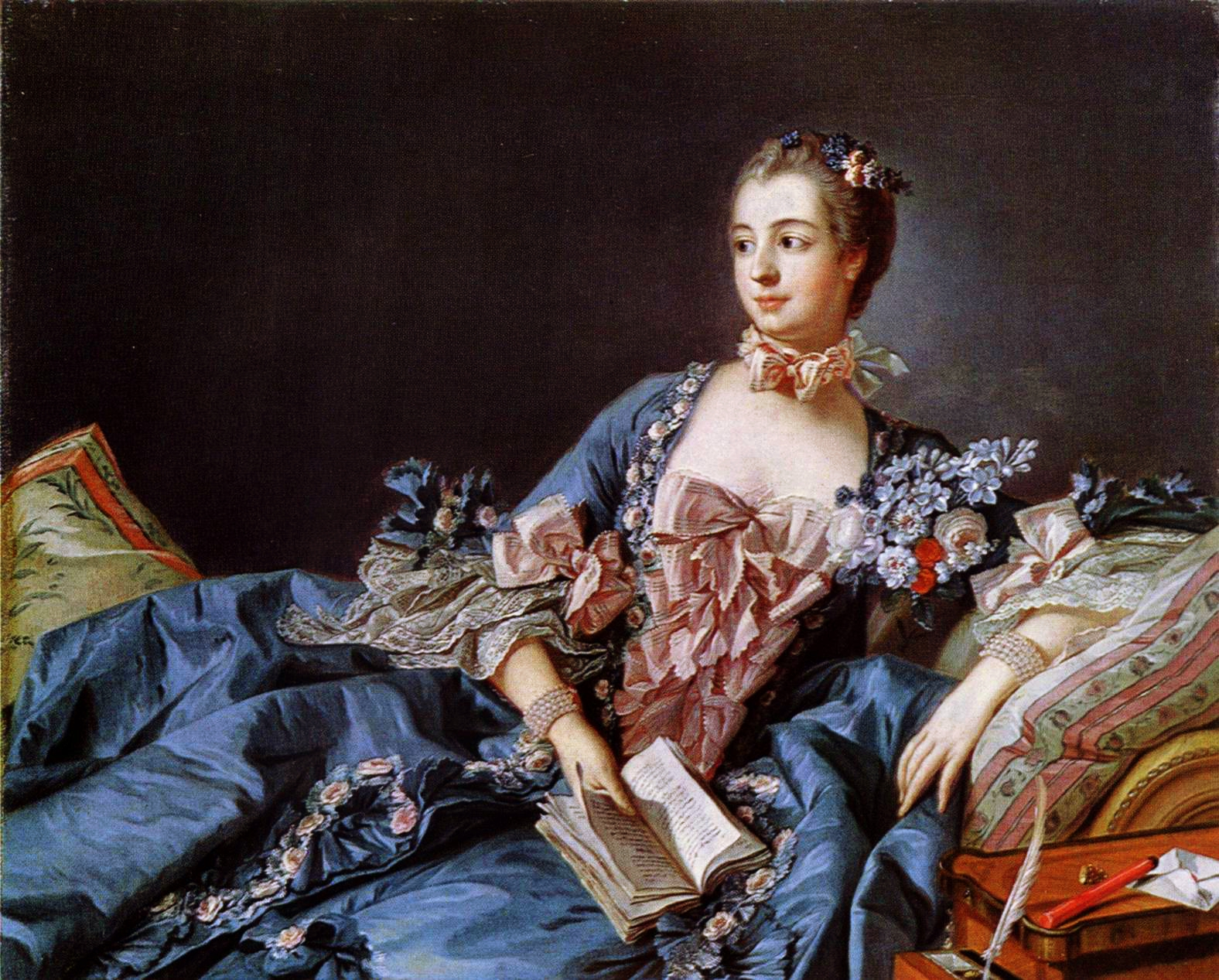
龐巴度夫人

路易十四给法国留下了财政的混乱和各方面的衰退，不幸的是，路易十五没能克服这些财政问题。这主要是由于他的优柔寡断和不守信用所導致。在凡尔赛国王和围绕着他的贵族们，标志着颓废和君主制的衰落。更糟糕的是，路易似乎意识到反君主政治力量在威胁他的家族统治，但是仍然没有試圖阻止它。有一个流传广泛的传说中，路易十五甚至预言道：「我死之后，洪水滔天」（Après moi, le déluge）。這个严酷和准确的预言，是路易十五唯一的预警措施。
国王路易浪费了许多精力在美色的追求中，他与玛丽的婚姻带来了许多孩子（参见下文）。但国王持续地（和声名狼籍地）不忠於她。他的许多情妇，像龐巴度夫人和前妓女杜巴利夫人，像国王一样闻名于世，并且他和玛奕-内斯莱五姐妹中四个的风流韵事也被载入史册。晚年的路易更偏好年轻女孩，在著名的鹿苑同时包养了幾个女孩。1745年，他搶走了夏爾-紀堯姆·勒·諾爾芒·德·蒂奧勒的妻子讓娜-安托瓦妮特·普瓦松，也就是後來的龐巴度夫人。

戰前的新法蘭西

起初他普遍地为人称作受人「喜爱的路易十五」（Le Bien-aimé）。当1744年他在梅斯重病时，整个国家为他的康复祈祷。但是他软弱和无效的统治，导致了王朝的衰败和法国大革命的酝酿。人们普遍认为君主制是被路易的靡烂私生活所动摇的，并且在他的生命的后期，让他成为了「最可恨的路易十五」。在1757年1月5日，刺客罗伯特·达密安混入凡尔赛宫用小刀刺中他的身侧。

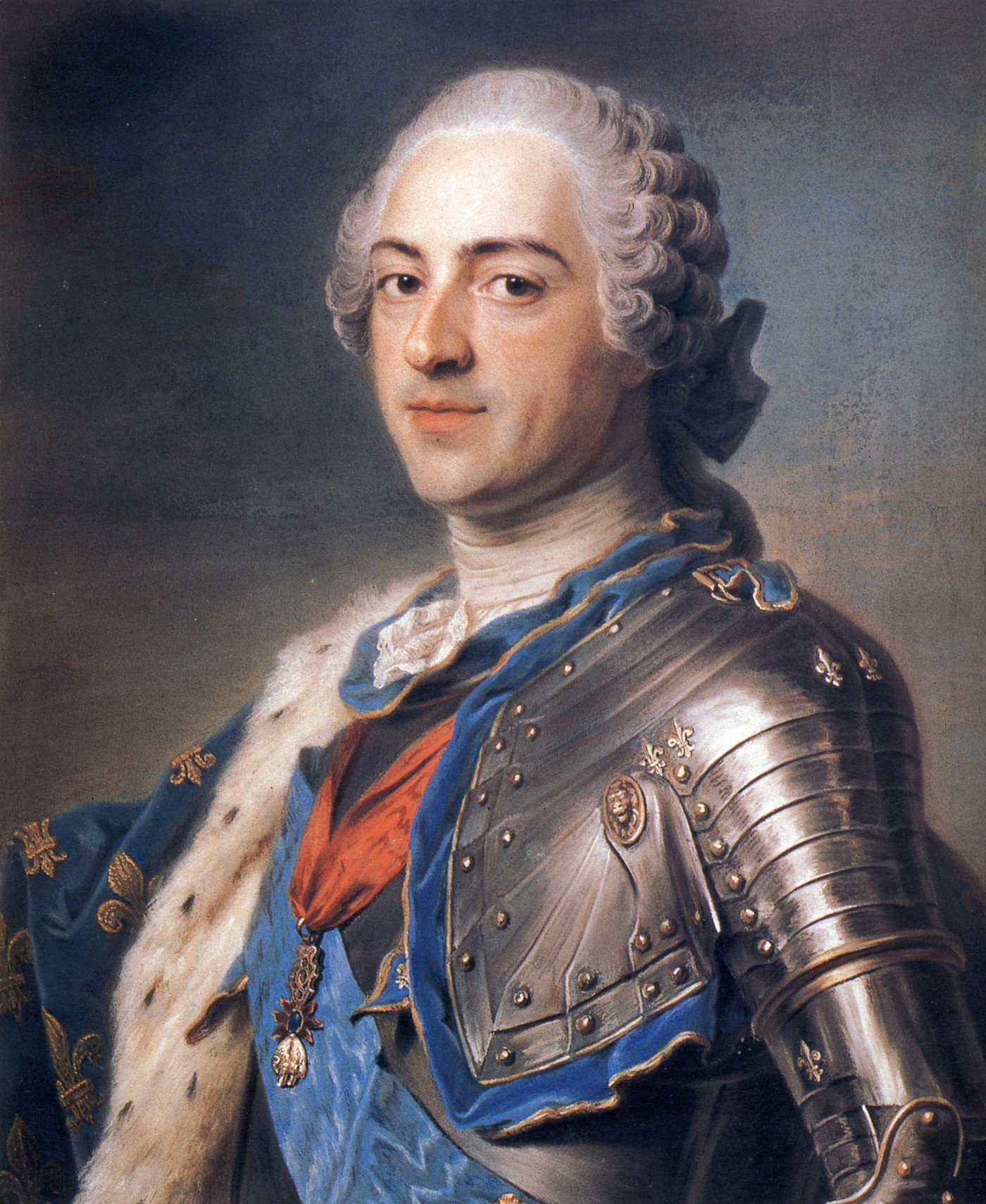
路易十五，1748年：由莫里斯·拉图尔绘制的彩色肖像（罗浮宫）

1743年，法国参加了奥地利王位继承战争。在这段统治期间得到了科西嘉岛和洛林，但因為1750年代發生的外交革命，法國在和英国、普魯士王國硬生生打了七年战争后，丧失了大片的海外殖民地。巴黎条约结束了七年的战争，这个条约是法国君主制时期的最屈辱的事件之一。法国放弃了印度、加拿大和密西西比河西岸。虽然法国仍然拥有密西西比河西面的新奥尔良和瓜德罗普岛，但是这次失败标志着法国失去了新大陆。法国的对外策略黯然失败，它的声望也显著下跌了。
1774年，路易十五在凡尔赛宫死于天花。他是波旁家族裡第一个心脏不如传统般被要求分割出和放置在一个特别箱柜内，反而要将酒精倾入他的棺材并将他的遗骸浸泡在生石灰中。秘密的仪式在深夜进行，只有一个大臣参加。灵柩保存在圣德尼大教堂公墓。
由于路易十五的儿子路易王太子比他早九年逝世，路易的孙子登上了王位成为路易十六。
对财政的管理不善和招人非议的私人生活破坏了整个法国君主制，而且遗留下的问题会困扰和最终摧毁他的后继者路易十六和玛丽·安托瓦内特的生命。
路易的另外两个孙子也成为法国的国王——路易十八和查理十世。

## 婚姻和子女
1725年9月4日，与波兰公主玛丽·莱什琴斯卡（1703年～1768年）结婚。育有2男八女：
- 路易丝-伊丽莎白公主（Louise Élisabeth of France，1727年8月14日～1759年12月6日），1739年嫁给堂叔帕尔马公爵菲利浦。有1男2女，终年32岁。
- 亨麗埃特公主（Anne Henriette of France，1727年8月14日～1752年2月10日），终年未满25岁。
- 玛丽-路易丝（Marie Louise of France，1728年7月28日～1733年2月19日），未满5岁夭折。
- 路易王太子（1729年9月4日～1765年12月20日），终年36岁。
- 腓力（1730年8月30日～1733年4月17日），未满3岁夭折。
- 阿德莱德公主（Princess Marie Adélaïde of France，1732年3月23日～1800年2月27日），享年68岁。
- 薇朵兒公主（Victoire of France，1733年5月11日～1799年6月7日），享年66岁。
- 索菲（Sophie Philippine of France1734年7月17日～1782年3月3日），终年47岁。
- 特丽莎-珐丽茜黛（Thérèse of France，1736年3月16日～1744年9月28日），8岁夭折。
- 路易絲公主（Louise Marie of France，1737年7月5日～1787年12月23日），终年50岁。

在六名活到成年的公主之中，只有大公主路易丝-伊丽莎白能筹足嫁妆得以嫁人。其她五位公主，皆因父王有能力养众多情妇，却无法操办她们的嫁妆，而只得相伴终老。這五名公主中，最小的公主－路易絲·瑪麗成為聖但尼修道院院長。